# Bougainville (metropolitana di Marsiglia)
Bougainville è una stazione della linea 2 della metropolitana di Marsiglia. È situata sotto boulevard Ferdinand de Lesseps, al confine tra il XIV ed il XV arrondissement di Marsiglia, e serve i quartieri di Crottes, Le Canet e Saint-Mauront.

## Storia
La stazione è stata aperta al traffico il 14 febbraio 1987 come parte del secondo troncone della linea 2 compreso tra Joliette e Bougainville. Ha funto da capolinea sino al 16 dicembre 2019, quando la linea è stata prolungata sino a Gèze.

## Interscambi
Nelle vicinanze della stazione effettuano fermata diverse linee di autobus urbani ed interurbani.
- Fermata autobus